# Attagenus aristidis
Attagenus aristidis es una especie de coleóptero de la familia Dermestidae.

## Distribución geográfica
Habita en Irán, Argelia y Egipto.